# VVB Stahlbau
Die VVB Stahlbau war die Vereinigung Volkseigener Betriebe in der DDR mit Sitz in Leipzig und wurde als Steuerungsorgan und Verwaltungsinstanz in der Volkswirtschaft für zentralgeleitete große Industriebetriebe (VVB(Z)) sowie regionalgeleitete Unternehmen (VVB(L)) für den Stahlbau geschaffen.

## Wirtschaftsorganisation in der Sowjetisch besetzten Zone (SBZ)
Die Hersteller von bau- oder fördertechnischen Stahlbaukonstruktionen waren im Zweiten Weltkrieg überwiegend unter dem Einsatz von Fremdarbeitern und Kriegsgefangenen an der Rüstungsproduktion beteiligt. Mit Befehl Nr. 124 vom 30. Oktober 1945 verfügte die SMAD die Beschlagnahme und provisorische Übernahme aller ehemaligen Rüstungsbetriebe. Die davon betroffenen Stahlbaubetriebe unterlagen somit der Sequestrierung durch die SMAD und deren folgender Enteignung durch Volksentscheide auf Länderebene.
Mit SMAD-Befehl Nr. 138 vom 4. Mai 1947 wurde die Deutsche Wirtschaftskommission (DWK) als zentrale deutsche Verwaltungsinstanz in der SBZ am 11. Juni 1947 etabliert und existierte bis zur Gründung der DDR zum 7. Oktober 1949. Durch SMAD-Befehl Nr. 32 vom 12. Februar 1948 wurden die Kompetenzen der DWK erweitert und die ursprünglichen Industrieverwaltungen in Hauptverwaltungen (HV) der DWK umgebildet. Es folgte am 23. April 1948 der SMAD-Befehl Nr. 76 zur Schaffung der Vereinigung Volkseigener Betriebe (VVB) als Steuerungsorgan. Die in den zentralgeleiteten VVB (Z) organisierten großen Industriebetriebe unterstanden den Hauptverwaltungen der DWK, während die VVB (L) auf Landesebene den Wirtschaftsministerien der Länder unterstellt waren.
Für die wirtschaftsrelevanten Stahlbaubetriebe wurde auf der Grundlage des Befehls Nr. 76 der SMAD die VVB (Z) ABUS als Vereinigung Volkseigener Betriebe für die Ausrüstung von Bergbau und Schwerindustrie gegründet.
Die VVB unterstand bei ihrer Gründung der DWK, HV Maschinenbau und Elektrotechnik, ab 1950 dem Ministerium für Industrie, HA Maschinenbau und Elektrotechnik sowie seit 1952 dem Ministerium für Maschinenbau, HV Schwermaschinenbau. Gemäß Verordnung über Maßnahmen zur Einführung des Prinzips der wirtschaftlichen Rechnungsführung in den Betrieben der volkseigenen Wirtschaft vom 20. März 1952 wurde die VVB ABUS aufgelöst und mit Wirkung vom 10. April 1952 die Verwaltung Volkseigener Betriebe ABUS gebildet. Die Auflösung dieser VVB erfolgte im März 1953.
Mit Befehl NR. 64 vom 17. April 1948 ordnete die SMAD die Beendigung der Zwangsverwaltung in der SBZ an.

## Organisation des Stahlbaus in der DDR
Nach Gründung der DDR kam es zur Reorganisation der volkseigenen Industrie. Mit Verordnung vom 22. Dezember 1950 wurden die VVB (L) zum 1. Januar 1951 aufgelöst. An ihre Stelle traten Verwaltungen Volkseigener Betriebe, die keine juristische Selbständigkeit besaßen und lediglich anleitende und kontrollierende Funktionen im Auftrag von Hauptverwaltungen eines Fachministeriums bzw. Staatssekretariats ausübten. Damit wurden alle bedeutenden Industriebetriebe den Hauptverwaltungen der Industrieministerien unterstellt, die anderen Betriebe den nach fachlichen und regionalen Aspekten neu zu bildenden Verwaltungen Volkseigener Betriebe zugeordnet.
Für den Bereich Stahlbau kam es somit zur Bildung einer VVB Stahlbau mit Sitz in Leipzig, Kickerlingsberg 18 unter Zuordnung folgender Betriebe:
- VEB Stahlbau Berlin-Lichtenberg
- VEB Stahlhoch- und Brückenbau Brandenburg
- VEB Eisenbau Leipzig
- VEB Stahlbau Magdeburg mit Zweigwerk Parey
- VEB Stahlbau Niesky (Christoph & Unmack)
- VEB Stahlbau Werdau (Stahl-, Hoch- und Brückenbau F. Zimmermann)
- VEB Stahlbau Wismar
- VEB Glasdachbau Zwickau

Spätere Eingliederungen betrafen:
- VEB Stahlbau Chemnitz (Stahlbaubetrieb Hannemann)
- VEB Stahlbau Lautawerk (aufgelöst am 1. September 1952)

Zum 31. Dezember 1952 erfolgte die Auflösung der VVB Stahlbau Leipzig und deren vorübergehende Übernahme als Abteilung Stahlbau in der Hauptverwaltung Bauindustrie.
Nach Auflösung der VVB ABUS sowie der VVB Stahlbau im März 1953 und der Bildung von Hauptverwaltungen (HV) waren die genannten Betriebe strukturell und inhaltlich bis 1958 in der HV Hebezeuge, Förderanlagen und Stahlbau beim Ministerium für Schwermaschinenbau der DDR organisiert. Aus dieser Hauptverwaltung entstanden ab Oktober 1958 nach fachlichen Aspekten die organisatorisch getrennten:
- VVB Bergbauausrüstungen und Förderanlagen (1958–1965)
- VVB Tagebauausrüstungen, Krane und Förderanlagen (1965–1978)
- VVB Stahlbau (1958–1964)
- VVB Industrieanlagenmontagen und Stahlbau (1964–1969)

Gemäß Ministerratsbeschluss vom 30. Juli 1964 sollte die VVB Stahlbau zum Hauptauftragnehmer für Industrieanlagenmontagen und Stahlbau umgebildet und ausgebaut werden. In diesem Zusammenhang erfolgte die Umbenennung der VVB Stahlbau in VVB Industrieanlagenmontagen und Stahlbau (IAS) und ihre Ausgliederung aus der Abteilung Schwer- und Transportmaschinenbau des Volkswirtschaftsrates mit neuer Zuordnung zur Abteilung Chemieanlagenbau.
Mit Wirkung vom 31. Dezember 1968 endete die Rechtsfähigkeit der VVB IAS. Rechtsnachfolger wurde der VEB Metallleichtbaukombinat (MLK), der am 1. Januar 1969 aus der VVB Industrieanlagenmontagen und Stahlbau sowie weiteren Betrieben gebildet wurde.